# Wyśnikówka
Wyśnikówka, Wyżnikówka – polana na północnych zboczach Mogielicy w Beskidzie Wyspowym. Znajduje się przy zielonym szlaku turystycznym z Dobrej na Mogielicę. Na szczyt Mogielicy jest stąd jeszcze ok. 20 min. Polana zajmuje fragment grzbietu i dwa jego dość strome stoki. Jest bardzo charakterystycznym elementem sylwetki Mogielicy, rozpoznawanym z dużych odległości. Przed wojną była intensywnie wypasana i częściowo koszona. Jeszcze w latach 70. pod lasem stał szałas pasterski. Dzisiaj jest dla turystów ulubionym miejscem do odpoczynku po stromym podejściu od Przełęczy Rydza-Śmigłego. Roztaczają się stąd bardzo szerokie widoki.
Wczesną wiosną na polanie licznie zakwita śnieżyczka przebiśnieg, jesienią cała polana pokrywa się kępami fioletowo kwitnącej goryczki trojeściowej. Od czasu zaprzestania użytkowania polany obserwować tutaj można sukcesję ekologiczną – stopniowe zarastanie polany zmieniającymi się zespołami roślinności, ostatecznym efektem którego jest las.

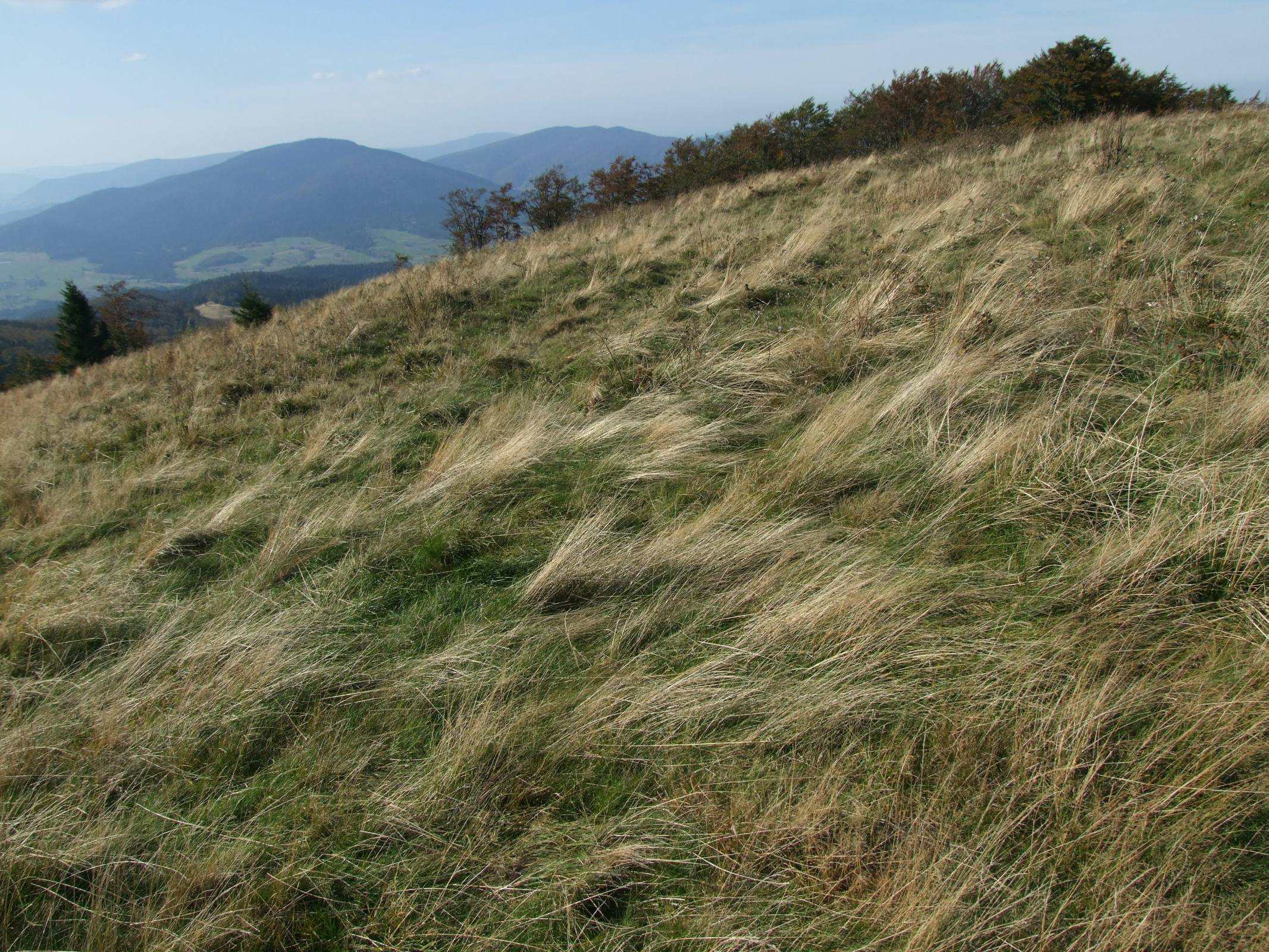
W głębi Ćwilin i Śnieżnica

Wyśnikówka znajduje się w obrębie wsi Chyszówki w województwie małopolskim, w powiecie limanowskim, w gminie Dobra.

## Szlaki turystyki pieszej
z Dobrej przez Łopień i Przełęcz Rydza-Śmigłego na Mogielicę (4:45 h, ↓ 4 h).
 z Jurkowa przez polanę Cyrla na szczyt Mogielicy (2:45 h, ↓ 1:45 h). Szlak ten przebiega nieco poniżej południowych obrzeży polany.